# Tradewinds
Tradewinds és una concentració de població designada pel cens dels Estats Units a l'estat de Texas. Segons el cens del 2000 tenia 163 habitants.

## Demografia
Segons el cens del 2000, Tradewinds tenia 163 habitants, 43 habitatges, i 36 famílies. La densitat de població era de 58,3 habitants per km².
Dels 43 habitatges en un 62,8% hi vivien nens de menys de 18 anys, en un 65,1% hi vivien parelles casades, en un 11,6% dones solteres, i en un 14% no eren unitats familiars. En el 9,3% dels habitatges hi vivien persones soles el 7% de les quals corresponia a persones de 65 anys o més que vivien soles. El nombre mitjà de persones vivint en cada habitatge era de 3,79 i el nombre mitjà de persones que vivien en cada família era de 3,95.
Per edats la població es repartia de la següent manera: un 44,2% tenia menys de 18 anys, un 11% entre 18 i 24, un 29,4% entre 25 i 44, un 11% de 45 a 60 i un 4,3% 65 anys o més.
L'edat mediana era de 22 anys. Per cada 100 dones de 18 o més anys hi havia 82 homes.
La renda mediana per habitatge era de 17.250 $ i la renda mediana per família de 17.250 $. Els homes tenien una renda mediana de 16.250 $ mentre que les dones 12.500 $. La renda per capita de la població era de 4.962 $. Aproximadament el 51% de les famílies i el 61,3% de la població estaven per davall del llindar de pobresa.

## Poblacions més properes
El següent diagrama mostra les poblacions més properes.